# Akaflieg München Mü 32
Die Akaflieg München Mü 32 „Reißmeister“ ist ein für den Kunstflug ausgelegtes Segelflugzeug der studentischen Gruppe Akaflieg München. Das Projekt befindet sich in der Konzeptions- und Entwurfsphase (Stand Oktober 2024).

## Geschichte und Entwurf
Ende 2013 wurde der Beschluss gefasst, mit der Mü 32 ein Segelkunstflugzeug der Unlimited-Klasse auszulegen.
Das neue Projekt wurde bereits vor Fertigstellung der Mü 31 festgelegt, um das Wissen und die Fertigkeiten beim Umgang mit Faserverbundmaterialien in der Akaflieg aufrechterhalten zu können.
Aufbauend auf den mit der Mü 28 erlangten Erfahrungen soll das „Reißmeister“ genannte Flugzeug unter Verwendung einer Wölbklappenautomatik einfach zu fliegen sein und mit besonderem Augenmerk auf gerissene und gestoßene Kunstflugfiguren konzipiert werden.